# Thâm niên trong Thượng viện Hoa Kỳ
Các Thượng nghị sĩ Hoa Kỳ thường được xếp hạng thâm niên theo thời gian phục vụ của họ tại Thượng viện. Thượng nghị sĩ ở mỗi tiểu bang ở Hoa Kỳ có thời gian tại vị lâu hơn được gọi là thượng nghị sĩ cao cấp; người còn lại là thượng nghị sĩ thứ cấp. Khái niệm cao cấp và thứ cấp tuy không chính thức được xác nhận trong các thủ tục Thượng viện, nhưng thâm niên mang lại một số lợi ích, bao gồm sự ưu tiên trong việc lựa chọn ủy ban và văn phòng làm việc. Khi các Thượng nghị sĩ có thời gian phục vụ bằng nhau thì có một vài quy tắc, bao gồm cả các chức vụ đã từng giữ, được sử dụng để xác định thâm niên của họ.

## Quyền lợi của thâm niên
Hiến pháp Hoa Kỳ không phân biệt quyền lực của các Thượng nghị sĩ, nhưng các quy tắc của Thượng viện trao nhiều quyền lực hơn cho các thượng nghị sĩ có thâm niên hơn. Nói chung, các thượng nghị sĩ cao cấp sẽ có nhiều quyền lực hơn, đặc biệt là trong các cuộc họp kín của họ. Ngoài ra, theo thông lệ, các thượng nghị sĩ cao cấp từ đảng của tổng thống còn có cả sự bảo trợ liên bang ở các bang nhà của họ.

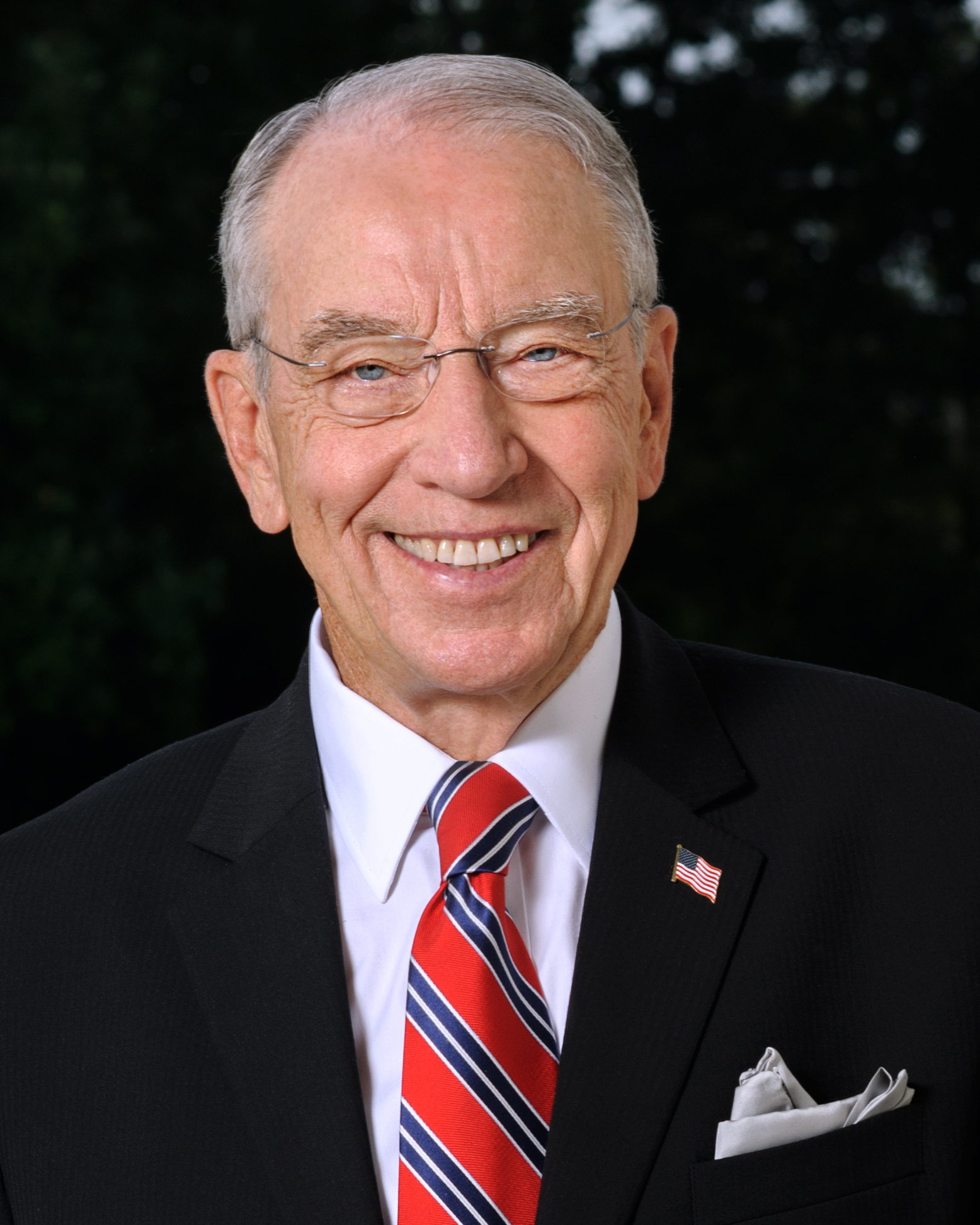
Chuck Grassley - thượng nghị sĩ đương nhiệm thâm niên nhất từ Đảng Cộng hòa, từng nhiều năm làm Chủ tịch Ủy ban Tư pháp đầy quyền lực và hiện là lãnh đạo của đảng mình tại Ủy ban Ngân sách.
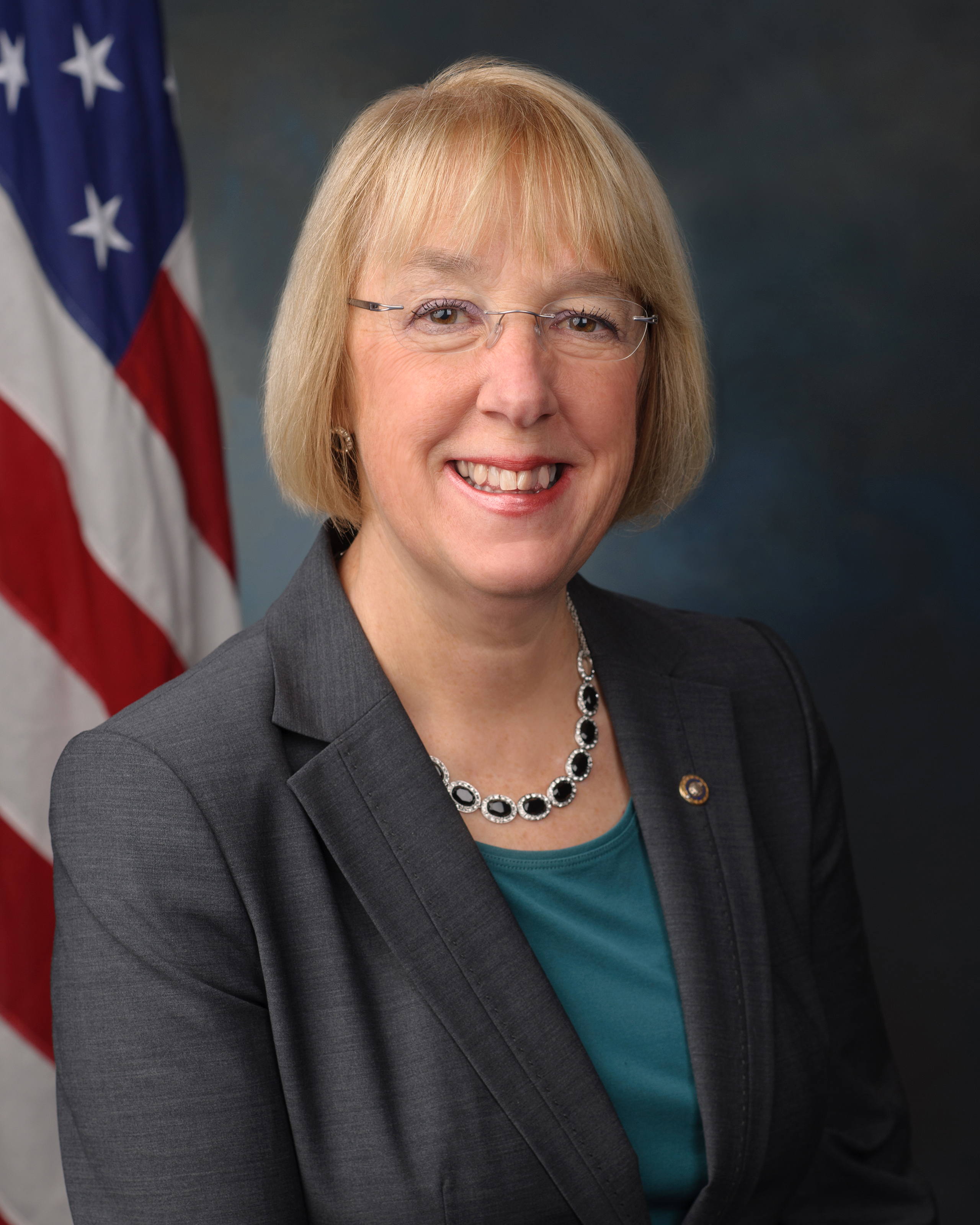
Patty Murray - thượng nghị sĩ đương nhiệm thâm niên nhất từ Đảng Dân chủ, từng nhiều năm tham gia ban lãnh đạo đảng mình và hiện đang là Chủ tịch của Ủy ban Phân bổ ngân sách đầy quyền lực

Có một số quyền lợi, bao gồm những lợi ích sau:
- Theo truyền thống, thành viên cao cấp nhất từ đảng đa số sẽ trở thành Chủ tịch Thượng viện tạm quyền.
- Các Thượng nghị sĩ có quyền lựa chọn ủy ban dựa trên thâm niên. Thâm niên trong một ủy ban dựa trên thời gian phục vụ trong ủy ban đó, có nghĩa là một Thượng nghị sĩ có thể xếp trên một Thượng nghị sĩ khác về thâm niên trong ủy ban nhưng lại thấp hơn tại Thượng viện. Mặc dù chức vụ chủ tịch ủy ban là một vị trí được bầu chọn, nhưng theo truyền thống, nó được trao cho Thượng nghị sĩ cao cấp nhất của đảng đa số trong ủy ban chứ không phải dựa trên việc từng làm Chủ tịch một ủy ban khác. Thành viên xếp hạng của một ủy ban (được gọi là Phó Chủ tịch trong một số ủy ban được lựa chọn) được bầu theo cách tương tự.
- Thâm niên cao hơn cho phép một Thượng nghị sĩ chọn bàn làm việc gần với chủ tọa trong Phòng Thượng viện hơn.
- Thượng nghị sĩ có thâm niên cao hơn có thể chọn chuyển đến văn phòng làm việc có vị trí tốt hơn khi các văn phòng đó bị bỏ trống.
- Thâm niên quyết định xếp hạng của các Thượng nghị sĩ trong Thứ tự ưu tiên Hoa Kỳ, trừ một số Thượng nghị sĩ từng phục vụ ở các vị trí có thứ tự ưu tiên cao hơn, ví dự như Tổng thống hoặc Đệ nhất Phu nhất, khi đó họ sẽ có thứ tự ưu tiên của chức vị cao hơn.

## Xác định thời điểm bắt đầu nhiệm kỳ
Thời điểm được bổ nhiệm không nhất thiết phải trùng với ngày Thượng viện được triệu tập hoặc khi tân Thượng nghị sĩ tuyên thệ nhậm chức.

### Tổng tuyển cử
Trong trường hợp các Thượng nghị sĩ được bầu lần đầu qua cuộc Tổng tuyển cử cho khóa Quốc hội sắp tới, nhiệm kỳ của họ bắt đầu vào ngày đầu tiên của Quốc hội khóa mới. Kể từ năm 1935, Quốc hội khóa mới khai mạc vào ngày 3 tháng 1 của những năm lẻ.

### Bầu cử nước rút và Bầu cử đặc biệt
Trong trường hợp các Thượng nghị sĩ được bầu qua một cuộc bầu cử nước rút diễn ra sau khi Quốc hội khóa mới, hoặc một cuộc bầu cử đặc biệt, thì ngày bắt đầu nhiệm kỳ của họ sẽ là ngày họ tuyên thệ nhậm chức chứ không phải ngày đầu tiên của Quốc hội khóa đó. Một Thượng nghị sĩ có thể được bầu đồng thời để phục vụ một nhiệm kỳ chưa kết thúc qua một cuộc bầu cử đặc biệt và sẽ tái tranh cử cho một nhiệm kỳ đầy đủ khi nhiệm kỳ đó hết hạn. Thâm niên của họ sẽ được chọn vào một ngày trong cuộc bầu cử đặc biệt.

### Bổ nhiệm
Ngày bắt đầu nhiệm kỳ của một Thượng nghị sĩ được bổ nhiệm thường là ngày được bổ nhiệm, mặc dù nhiệm kỳ thực tế không bắt đầu cho đến khi họ tuyên thệ nhậm chức. Một Thượng nghị sĩ tân cử đang nắm giữ một chức vụ khác, bao gồm cả Hạ nghị sĩ, phải từ chức khỏi chức vụ đó trước khi trở thành Thượng nghị sĩ.

## Xác định độ dài của nhiệm kỳ
Thâm niên của một Thượng nghị sĩ chủ yếu được xác định bởi thời gian phục vụ liên tục; ví dụ, một Thượng nghị sĩ đã phục vụ 12 năm thì cao cấp hơn một Thượng nghị sĩ đã phục vụ 10 năm. Thường sẽ có nhiều tân Thượng nghị sĩ nhậm chức khi bắt đầu Quốc hội khóa bắt đầu mới, khi này, thâm niên được xác định bởi chức vụ trong chính quyền liên bang hoặc tiểu bang mà họ từng giữ trước đó và nếu cần thì phải xác định thêm thời gian mà họ giữ chức vụ đó. Những quy tắc phá vỡ cân bằng theo thứ tự ưu tiên là:
1. Cựu Thượng nghị sĩ
2. Cựu Phó Tổng thống Hoa Kỳ
3. Cựu Hạ nghị sĩ Hoa Kỳ
4. Cựu Thành viên Nội các Hoa Kỳ
5. Cựu Thống đốc Tiểu bang
6. Dân số của Tiểu bang nhà dựa trên lần Thống kê Dân số gần nhất vào thời điểm Thượng nghị sĩ nhậm chức

Khi nhiều hơn một Thượng nghị sĩ giữ các chức vụ như vậy, thời gian họ giữ chức vụ đó sẽ được sử dụng để phá vỡ cân bằng. Ví dụ, Jerry Moran, John Boozman, John Hoeven, Marco Rubio, Ron Johnson, Rand Paul, Richard Blumenthal và Mike Lee nhậm chức vào ngày 3 tháng 1 năm 2011. Hai thượng nghị sĩ đầu tiên được đề cập trên đã từng phục vụ tại Hạ viện: Moran phục vụ trong 14 năm và Boozman trong 9 năm. Với tư cách là cựu thống đốc, Hoeven được xếp ngay sau các cựu thành viên Hạ viện. Nhóm còn lại được xếp thâm niên theo dân số bang mình trong cuộc điều tra dân số năm 2000. Những người này được xếp hạng từ 36 đến 43 theo thâm niên khi Quốc hội Hoa Kỳ khóa 118 khai mạc.
Các Thượng nghị sĩ Jon Ossoff và Raphael Warnock, cả hai đều đến từ Georgia, tuyên thệ nhậm chức vào ngày 20 tháng 1 năm 2021. Bởi vì cả hai đều là Thượng nghị sĩ mà chưa từng phục vụ các chức vụ chính phủ nào trước đó, họ không thể được xếp hạng thâm niên theo các quy tắc trên. Hồ sơ Thượng viện liệt kê Ossoff là Thượng nghị sĩ cao cấp. Cuộc họp kín của Đảng Dân chủ coi Ossoff (người trẻ hơn Warnock 17 tuổi) là Thượng nghị sĩ cao cấp vì tên của ông (Ossoff) xếp trên tên của Warnock theo bảng chữ cái.

## Danh sách Thượng nghị sĩ theo thâm niên hiện tại
Chỉ các yếu tố có liên quan được liệt kê dưới đây. Đối với các Thượng nghị sĩ có thâm niên dựa trên dân số tương ứng của Tiểu bang của họ, xếp hạng dân số của Tiểu bang được xác định bởi lần Điều tra Dân số Hoa Kỳ gần thời điểm họ tuyên thệ nhất.
      Đảng Cộng hòa (49)       Đảng Dân chủ (48)       Độc lập (3)
| Xếp hạng hiện tại | Xếp hạng Lịch sử | Thượng nghị sĩ         | Đảng           | Đảng     | Tiểu bang                                                             | thâm niên                                  | Các yếu tố khác                                                          | Ủy ban hoặc vị trí Lãnh đạo                                                                                          |
| ----------------- | ---------------- | ---------------------- | -------------- | -------- | --------------------------------------------------------------------- | ------------------------------------------ | ------------------------------------------------------------------------ | --- |
| 1                 | 1743             | Chuck Grassley         |                | Cộng hòa | Iowa                                                                  | 3 tháng 1, 1981                            |                                                                          | Chủ tịch Thượng viện tạm quyền danh dự Thành viên xếp hạng: Ngân sách Thành viên xếp hạng ngân sách: Mật nghị Ma túy |
| 2                 | 1766             | Mitch McConnell        | Kentucky       | Cộng hòa | 3 tháng 1, 1985                                                       | Lãnh đạo Thiểu số Thượng viện              |                                                                          | |
| 3                 | 1810             | Patty Murray           |                | Dân chủ  | Washington                                                            | 3 tháng 1, 1993                            | Chủ tịch Thượng viện tạm quyền Chủ tịch: Phân bổ ngân sách               | |
| 4                 | 1827             | Ron Wyden              | Oregon         | Dân chủ  | 6 tháng 2, 1996                                                       | Chủ tịch: Tài chính                        |                                                                          | |
| 5                 | 1831             | Dick Durbin            | Illinois       | Dân chủ  | 3 tháng 1, 1997                                                       | Cựu thành viên Hạ viện (14 năm)            | Phó Lãnh đạo Đa số Thượng viện Chủ tịch: Tư pháp                         | |
| 6                 | 1835             | Jack Reed              | Rhode Island   | Dân chủ  | 3 tháng 1, 1997                                                       | Cựu thành viên Hạ viện (6 năm)             | Chủ tịch: Quân vụ                                                        | |
| 7                 | 1842             | Susan Collins          |                | Cộng hòa | 3 tháng 1, 1997                                                       | Maine                                      |                                                                          | Thành viên xếp hạng: Phân bổ ngân sách                                                                               |
| 8                 | 1844             | Chuck Schumer          |                | Dân chủ  | New York                                                              | 3 tháng 1, 1999                            | Cựu thành viên Hạ viện (18 tuổi)                                         | Lãnh đạo Đa số Thượng viện Chủ tịch: Cuộc họp kín Đảng Dân chủ                                                       |
| 9                 | 1846             | Mike Crapo             |                | Cộng hòa | Idaho                                                                 | 3 tháng 1, 1999                            | Cựu thành viên Hạ viện (6 năm)                                           | Phó Kỷ luật viên trưởng: Hội nghị Đảng Cộng hòa Thành viên xếp hạng: Tài chính                                       |
| 10                | 1855             | Tom Carper             |                | Dân chủ  | Delaware                                                              | 3 tháng 1, 2001                            | Cựu thành viên Hạ viện (10 năm)                                          | Chủ tịch: Môi trường                                                                                                 |
| 11                | 1856             | Debbie Stabenow        | Michigan       | Dân chủ  | Cựu thành viên Hạ viện (4 năm)                                        | 3 tháng 1, 2001                            | Chủ tịch: Chính sách Đảng Dân chủ Chủ tịch: Nông nghiệp                  | |
| 12                | 1859             | Maria Cantwell         | Washington     | Dân chủ  | Cựu thành viên Hạ viện (2 năm)                                        | 3 tháng 1, 2001                            | Chủ tịch: Thương mại                                                     | |
| 13                | 1867             | John Cornyn            |                | Cộng hòa | Texas                                                                 | 2 tháng 12, 2002                           |                                                                          | |
| 14                | 1868             | Lisa Murkowski         | Alaska         | Cộng hòa | 20 tháng 12, 2002                                                     | Thành viên xếp hạng: Thổ dân vụ            |                                                                          | |
| 15                | 1870             | Lindsey Graham         | South Carolina | Cộng hòa | 3 tháng 1, 2003                                                       | Thành viên xếp hạng: Tư pháp               |                                                                          | |
| 16                | 1879             | John Thune             | South Dakota   | Cộng hòa | 3 tháng 1, 2005                                                       | Phó Lãnh đạo Thiểu số Thượng viện          |                                                                          | |
| 17                | 1885             | Bob Menendez           |                | Dân chủ  | New Jersey                                                            | 17 tháng 1, 2006                           |                                                                          | |
| 18                | 1886             | Ben Cardin             | Maryland       | Dân chủ  | 3 tháng 1, 2007                                                       | Cựu thành viên Hạ viện (20 năm)            | Chủ tịch: Đối ngoại                                                      | |
| 19                | 1887             | Bernie Sanders         |                | Độc lập  | 3 tháng 1, 2007                                                       | Vermont                                    | Cựu thành viên Hạ viện (16 tuổi)                                         | Chủ tịch: Tiếp cận Đảng Dân chủ Chủ tịch: Y tế                                                                       |
| 20                | 1888             | Sherrod Brown          |                | Dân chủ  | 3 tháng 1, 2007                                                       | Ohio                                       | Cựu thành viên Hạ viện (14 năm)                                          | Chủ tịch: Ngân hàng                                                                                                  |
| 21                | 1890             | Bob Casey Jr.          | Pennsylvania   | Dân chủ  | 3 tháng 1, 2007                                                       | Pennsylvania có dân số đông thứ 6 ( 2000 ) | Chủ tịch: Lão hóa                                                        | |
| 22                | 1893             | Amy Klobuchar          | Minnesota      | Dân chủ  | 3 tháng 1, 2007                                                       | Minnesota có dân số đông thứ 21 (2000)     | Chủ tịch: Chỉ đạo Đảng Dân chủ Chủ tịch: Quy tắc                         | |
| 23                | 1894             | Sheldon Whitehouse     | Rhode Island   | Dân chủ  | 3 tháng 1, 2007                                                       | Đảo Rhode có dân số đông thứ 43 (2000)     | Chủ tịch: Ngân sách Chủ tịch: Mật nghị Ma túy                            | |
| 24                | 1895             | Jon Tester             | Montana        | Dân chủ  | 3 tháng 1, 2007                                                       | Montana có dân số đông thứ 44 (2000)       | Chủ tịch: Cựu chiến binh                                                 | |
| 25                | 1896             | John Barrasso          |                | Cộng hòa | Wyoming                                                               | 22 tháng 6, 2007                           |                                                                          | Chủ tịch: Hội nghị Đảng Cộng hòa Thành viên xếp hạng: Năng lượng                                                     |
| 26                | 1897             | Roger Wicker           | Mississippi    | Cộng hòa | 31 tháng 12, 2007                                                     | Thành viên xếp hạng: Quân vụ               |                                                                          | |
| 27                | 1901             | Jeanne Shaheen         |                | Dân chủ  | New Hampshire                                                         | 3 tháng 1, 2009                            | Cựu thống đốc (6 năm)                                                    | Phó Chủ tịch: Chỉ đạo Đảng Dân chủ Chủ tịch: Doanh nghiệp nhỏ                                                        |
| 28                | 1902             | Mark Warner            | Virginia       | Dân chủ  | Cựu thống đốc (4 năm)                                                 | 3 tháng 1, 2009                            | Phó Chủ tịch: Cuộc họp kín Đảng Dân chủ Chủ tịch: Tình báo               | |
| 29                | 1903             | Jim Risch              |                | Cộng hòa | Idaho                                                                 | 3 tháng 1, 2009                            | Cựu thống đốc (7 tháng)                                                  | Thành viên xếp hạng: Đối ngoại                                                                                       |
| 30                | 1905             | Jeff Merkley           |                | Dân chủ  | Oregon                                                                | 3 tháng 1, 2009                            |                                                                          | Phó Kỷ luật viên trưởng: Cuộc họp kín Đảng Dân chủ                                                                   |
| 31                | 1909             | Michael Bennet         | Colorado       | Dân chủ  | 21 tháng 1, 2009                                                      |                                            |                                                                          | |
| 32                | 1910             | Kirsten Gillibrand     | New York       | Dân chủ  | 26 tháng 1, 2009                                                      |                                            |                                                                          | |
| 33                | 1916             | Joe Manchin            | West Virginia  | Dân chủ  | 15 tháng 11, 2010                                                     | Cựu thống đốc                              | Phó Chủ tịch: Chính sách Đảng Dân chủ Chủ tịch: Năng lượng               | |
| 34                | 1917             | Chris Coons            | Delaware       | Dân chủ  | 15 tháng 11, 2010                                                     |                                            | Chủ tịch: Đạo đức                                                        | |
| 35                | 1920             | Jerry Moran            |                | Cộng hòa | Kansas                                                                | 3 tháng 1, 2011                            | Cựu thành viên Hạ viện (14 năm)                                          | Thành viên xếp hạng: Cựu chiến binh                                                                                  |
| 36                | 1922             | John Boozman           | Arkansas       | Cộng hòa | Cựu thành viên Hạ viện (9 năm)                                        | 3 tháng 1, 2011                            | Thành viên xếp hạng: Nông nghiệp                                         | |
| 37                | 1924             | John Hoeven            | North Dakota   | Cộng hòa | Cựu thống đốc                                                         | 3 tháng 1, 2011                            |                                                                          | |
| 38                | 1925             | Marco Rubio            | Florida        | Cộng hòa | Florida có dân số đông thứ 4 (2000)                                   | 3 tháng 1, 2011                            | Phó Chủ tịch: Tình báo                                                   | |
| 39                | 1926             | Ron Johnson            | Wisconsin      | Cộng hòa | Wisconsin có dân số đông thứ 20 (2000)                                | 3 tháng 1, 2011                            |                                                                          | |
| 40                | 1927             | Rand Paul              | Kentucky       | Cộng hòa | Kentucky có dân số đông thứ 25 (2000)                                 | 3 tháng 1, 2011                            | Thành viên xếp hạng: An ninh Nội địa                                     | |
| 41                | 1928             | Richard Blumenthal     |                | Dân chủ  | Connecticut                                                           | 3 tháng 1, 2011                            | Connecticut về dân số thứ 29 (2000)                                      | |
| 42                | 1929             | Mike Lee               |                | Cộng hòa | Utah                                                                  | 3 tháng 1, 2011                            | Utah có dân số đông thứ 34 (2000)                                        | Chủ tịch: Chỉ đạo Đảng Cộng hòa                                                                                      |
| 43                | 1932             | Brian Schatz           |                | Dân chủ  | Hawaii                                                                | 26 tháng 12, 2012                          |                                                                          | Phó Thư ký: Cuộc họp kín Đảng Dân chủ Chủ tịch: Thổ dân vụ                                                           |
| 44                | 1933             | Tim Scott              |                | Cộng hòa | South Carolina                                                        | 2 tháng 1, 2013                            | Thành viên xếp hạng: Ngân hàng                                           | |
| 45                | 1934             | Tammy Baldwin          |                | Dân chủ  | Wisconsin                                                             | 3 tháng 1, 2013                            | Cựu thành viên Hạ viện (14 năm)                                          | Thư ký: Cuộc họp kín Đảng Dân chủ                                                                                    |
| 46                | 1937             | Chris Murphy           | Connecticut    | Dân chủ  | Cựu thành viên Hạ viện (6 năm); Connecticut về dân số thứ 29 ( 2010 ) | 3 tháng 1, 2013                            |                                                                          | |
| 47                | 1938             | Mazie Hirono           | Hawaii         | Dân chủ  | Cựu thành viên Hạ viện (6 năm); Hawaii có dân số đông thứ 40 (2010)   | 3 tháng 1, 2013                            |                                                                          | |
| 48                | 1939             | Martin Heinrich        | New Mexico     | Dân chủ  | Cựu thành viên Hạ viện (4 năm)                                        | 3 tháng 1, 2013                            |                                                                          | |
| 49                | 1940             | Angus King             |                | Độc lập  | Maine                                                                 | 3 tháng 1, 2013                            | Cựu thống đốc (8 năm)                                                    | |
| 50                | 1941             | Tim Kaine              |                | Dân chủ  | Virginia                                                              | 3 tháng 1, 2013                            | Cựu thống đốc (4 năm)                                                    | |
| 51                | 1942             | Ted Cruz               |                | Cộng hòa | Texas                                                                 | 3 tháng 1, 2013                            | Texas có dân số đông thứ 2 (2010)                                        | Thành viên xếp hạng: Thương mại                                                                                      |
| 52                | 1943             | Elizabeth Warren       |                | Dân chủ  | Massachusetts                                                         | 3 tháng 1, 2013                            | Dân số Massachusetts thứ 14 (2010)                                       | Phó Chủ tịch: Cuộc họp kín Đảng Dân chủ                                                                              |
| 53                | 1944             | Deb Fischer            |                | Cộng hòa | Nebraska                                                              | 3 tháng 1, 2013                            | Nebraska có dân số đông thứ 38 (2010)                                    | Thành viên xếp hạng: Quy tắc                                                                                         |
| 54                | 1948             | Ed Markey              |                | Dân chủ  | Massachusetts                                                         | 16 tháng 7, 2013                           |                                                                          | |
| 55                | 1949             | Cory Booker            | New Jersey     | Dân chủ  | 31 tháng 10, 2013                                                     | Phó Chủ tịch: Chính sách Đảng Dân chủ      |                                                                          | |
| 56                | 1951             | Shelley Moore Capito   |                | Cộng hòa | West Virginia                                                         | 3 tháng 1, 2015                            | Cựu thành viên Hạ viện (14 năm)                                          | Phó Chủ tịch: Hội nghị Đảng Cộng hòa Thành viên xếp hạng: Môi trường                                                 |
| 57                | 1952             | Gary Peters            |                | Dân chủ  | Michigan                                                              | 3 tháng 1, 2015                            | Cựu thành viên Hạ viện (6 năm); Michigan có dân số đông thứ 8 (2010)     | Chủ tịch: Vận động Đảng Dân chủ Chủ tịch: An ninh Nội địa                                                            |
| 58                | 1953             | Bill Cassidy           |                | Cộng hòa | Louisiana                                                             | 3 tháng 1, 2015                            | Cựu thành viên Hạ viện (6 năm); Louisiana có dân số đông thứ 25 (2010)   | Thành viên xếp hạng: Y tế                                                                                            |
| 59                | 1955             | James Lankford         | Oklahoma       | Cộng hòa | Cựu thành viên Hạ viện (4 năm)                                        | 3 tháng 1, 2015                            | Thành viên xếp hạng: Đạo đức                                             | |
| 60                | 1956             | Tom Cotton             | Arkansas       | Cộng hòa | Cựu thành viên Hạ viện (2 năm); Arkansas có dân số đông thứ 32 (2010) | 3 tháng 1, 2015                            |                                                                          | |
| 61                | 1957             | Steve Daines           | Montana        | Cộng hòa | Cựu thành viên Hạ viện (2 năm); Montana có dân số đông thứ 44 (2010)  | 3 tháng 1, 2015                            | Chủ tịch: Quốc gia Đảng Cộng hòa                                         | |
| 62                | 1958             | Mike Rounds            | South Dakota   | Cộng hòa | Cựu thống đốc                                                         | 3 tháng 1, 2015                            |                                                                          | |
| 63                | 1960             | Thom Tillis            | North Carolina | Cộng hòa | Dân số Bắc Carolina đứng thứ 10 (2010)                                | 3 tháng 1, 2015                            |                                                                          | |
| 64                | 1961             | Joni Ernst             | Iowa           | Cộng hòa | Iowa có dân số đông thứ 30 (2010)                                     | 3 tháng 1, 2015                            | Chủ tịch: Chính sách Đảng Cộng hòa Thành viên xếp hạng: Doanh nghiệp nhỏ | |
| 65                | 1963             | Dan Sullivan           | Alaska         | Cộng hòa | Alaska có dân số đông thứ 47 (2010)                                   | 3 tháng 1, 2015                            |                                                                          | |
| 66                | 1964             | Chris Van Hollen       |                | Dân chủ  | Maryland                                                              | 3 tháng 1, 2017                            | Cựu thành viên Hạ viện (14 năm)                                          | |
| 67                | 1965             | Todd Young             |                | Cộng hòa | Indiana                                                               | 3 tháng 1, 2017                            | Cựu thành viên Hạ viện (6 năm)                                           | |
| 68                | 1966             | Tammy Duckworth        |                | Dân chủ  | Illinois                                                              | 3 tháng 1, 2017                            | Cựu thành viên Hạ viện (4 năm)                                           | |
| 69                | 1967             | Maggie Hassan          | New Hampshire  | Dân chủ  | Cựu thống đốc                                                         | 3 tháng 1, 2017                            |                                                                          | |
| 70                | 1969             | John Neely Kennedy     |                | Cộng hòa | Louisiana                                                             | 3 tháng 1, 2017                            | Louisiana có dân số đông thứ 25 (2010)                                   | |
| 71                | 1970             | Catherine Cortez Masto |                | Dân chủ  | Nevada                                                                | 3 tháng 1, 2017                            | Dân số Nevada thứ 35 (2010)                                              | Phó Chủ tịch: Tiếp cận Đảng Dân chủ                                                                                  |
| 72                | 1972             | Tina Smith             | Minnesota      | Dân chủ  | 3 tháng 1, 2018                                                       |                                            | Phó Chủ tịch: Vận động Đảng Dân chủ                                      | |
| 73                | 1974             | Cindy Hyde Smith       |                | Cộng hòa | Mississippi                                                           | 2 tháng 4, 2018                            |                                                                          | |
| 74                | 1975             | Marsha Blackburn       | Tennessee      | Cộng hòa | 3 tháng 1, 2019                                                       | Cựu thành viên Hạ viện (16 tuổi)           |                                                                          | |
| 75                | 1976             | Kyrsten Sinema         |                | Độc lập  | 3 tháng 1, 2019                                                       | Arizona                                    | Cựu thành viên Hạ viện (6 năm); Arizona có dân số đông thứ 16 (2010)     | |
| 76                | 1977             | Kevin Cramer           |                | Cộng hòa | 3 tháng 1, 2019                                                       | North Dakota                               | Cựu thành viên Hạ viện (6 năm); Dân số Bắc Dakota thứ 48 (2010)          | |
| 77                | 1979             | Jacky Rosen            |                | Dân chủ  | 3 tháng 1, 2019                                                       | Nevada                                     | Cựu thành viên Hạ viện (2 năm)                                           | |
| 78                | 1980             | Mitt Romney            |                | Cộng hòa | 3 tháng 1, 2019                                                       | Utah                                       | Cựu thống đốc                                                            | |
| 79                | 1981             | Mike Braun             | Indiana        | Cộng hòa | 3 tháng 1, 2019                                                       | Indiana có dân số đông thứ 15 (2010)       | Thành viên xếp hạng: Lão hóa                                             | |
| 80                | 1982             | Josh Hawley            | Missouri       | Cộng hòa | 3 tháng 1, 2019                                                       | Missouri có dân số đông thứ 18 (2010)      |                                                                          | |
| 81                | 1983             | Rick Scott             | Florida        | Cộng hòa | 8 tháng 1, 2019                                                       |                                            |                                                                          | |
| 82                | 1985             | Mark Kelly             |                | Dân chủ  | Arizona                                                               | 2 tháng 12, 2020                           |                                                                          | |
| 83                | 1986             | Ben Ray Lujan          | New Mexico     | Dân chủ  | 3 tháng 1, 2021                                                       | Cựu thành viên Hạ viện (12 năm)            |                                                                          | |
| 84                | 1987             | Cynthia Lummis         |                | Cộng hòa | 3 tháng 1, 2021                                                       | Wyoming                                    | Cựu thành viên Hạ viện (8 năm)                                           | |
| 85                | 1988             | Roger Marshall         | Kansas         | Cộng hòa | 3 tháng 1, 2021                                                       | Cựu thành viên Hạ viện (4 năm)             |                                                                          | |
| 86                | 1989             | John Hickenlooper      |                | Dân chủ  | 3 tháng 1, 2021                                                       | Colorado                                   | Cựu thống đốc                                                            | |
| 87                | 1990             | Bill Hagerty           |                | Cộng hòa | 3 tháng 1, 2021                                                       | Tennessee                                  | Dân số Tennessee thứ 17 (2010)                                           | |
| 88                | 1991             | Tommy Tuberville       | Alabama        | Cộng hòa | 3 tháng 1, 2021                                                       | Alabama có dân số đông thứ 23 (2010)       |                                                                          | |
| 89                | 1992             | Alex Padilla           |                | Dân chủ  | California                                                            | 18 tháng 1, 2021                           |                                                                          | Phó Chủ tịch: Vận động Đảng Dân chủ                                                                                  |
| 90                | 1993             | Jon Ossoff             | Georgia        | Dân chủ  | 20 tháng 1, 2021                                                      | 'O' chữ cái thứ 15 của bảng chữ cái        |                                                                          | |
| 91                | 1994             | Raphael Warnock        | Georgia        | Dân chủ  | 20 tháng 1, 2021                                                      | 'W' chữ cái thứ 23 trong bảng chữ cái      |                                                                          | |
| 92                | 1995             | Peter Welch            | Vermont        | Dân chủ  | 3 tháng 1, 2023                                                       | Cựu thành viên Hạ viện (16 tuổi)           |                                                                          | |
| 93                | 1996             | Markwayne Mullin       |                | Cộng hòa | 3 tháng 1, 2023                                                       | Oklahoma                                   | Cựu thành viên Hạ viện (10 năm)                                          | |
| 94                | 1997             | Ted Budd               | North Carolina | Cộng hòa | 3 tháng 1, 2023                                                       | Cựu thành viên Hạ viện (6 năm)             |                                                                          | |
| 95                | 1998             | John Fetterman         |                | Dân chủ  | 3 tháng 1, 2023                                                       | Pennsylvania                               | Pennsylvania có dân số đông thứ 5 ( 2020 )                               | |
| 96                | 1999             | JD Vance               |                | Cộng hòa | 3 tháng 1, 2023                                                       | Ohio                                       | Ohio có dân số đông thứ 7 (2020)                                         | |
| 97                | 2000             | Eric Schmitt           | Missouri       | Cộng hòa | 3 tháng 1, 2023                                                       | Missouri có dân số đông thứ 19 (2020)      |                                                                          | |
| 98                | 2001             | Katie Britt            | Alabama        | Cộng hòa | 3 tháng 1, 2023                                                       | Alabama có dân số đông thứ 24 (2020)       |                                                                          | |
| 99                | 2002             | Pete Ricketts          | Nebraska       | Cộng hòa | 12 tháng 1, 2023                                                      |                                            |                                                                          | |
| 100               | 2003             | Laphonza Butler        |                | Dân chủ  | California                                                            | 1 tháng 10, 2023                           |                                                                          | |
| Xếp hạng hiện tại | Xếp hạng Lịch sử | Thượng nghị sĩ         | Đảng           | Đảng     | Tiểu bang                                                             | thâm niên                                  | Các yếu tố khác                                                          | Ủy ban hoặc vị trí Lãnh đạo                                                                                          |